# 魔戒：中土大战II
《魔戒：中土大战II》是由艺电公司开发的即时战略游戏。游戏改编自托尔金的奇幻小说《魔戒》和《霍比特人》及其电影三部曲，是艺电2004年游戏《魔戒：中土大战》的续集。该游戏的Windows版本发布于2006年2月，Xbox 360版本发布于同年5月。继标准版之后，该公司又发行了一个包含幕后花絮以及游戏发展历程的珍藏版本。2010年Windows版本的网络服务器被关闭，2011年Xbox 360版的也相继关闭，但是Windows用户仍然可以使用VPN在线玩该游戏。
《中土大战II》的故事线索为善与恶的较量。好人一边是以葛羅芬戴爾为主角的精灵族，格洛芬德被设定为抵御一场计划好的对瑞文戴尔精灵避难所的攻击。在矮人族和其他军队的帮助下，精灵们试图消灭索伦以及他的军队以恢复中土世界的和平。在邪恶那一方，索伦通过索伦之口和戒灵召集其它小妖精。索伦带着他的军队，向北方推进，企图去消灭北方剩下的军队。

## 外部連結
- 互联网电影数据库（IMDb）上《魔戒：中土大战II》的资料（英文）